# Consorci de Salut i Social de Catalunya

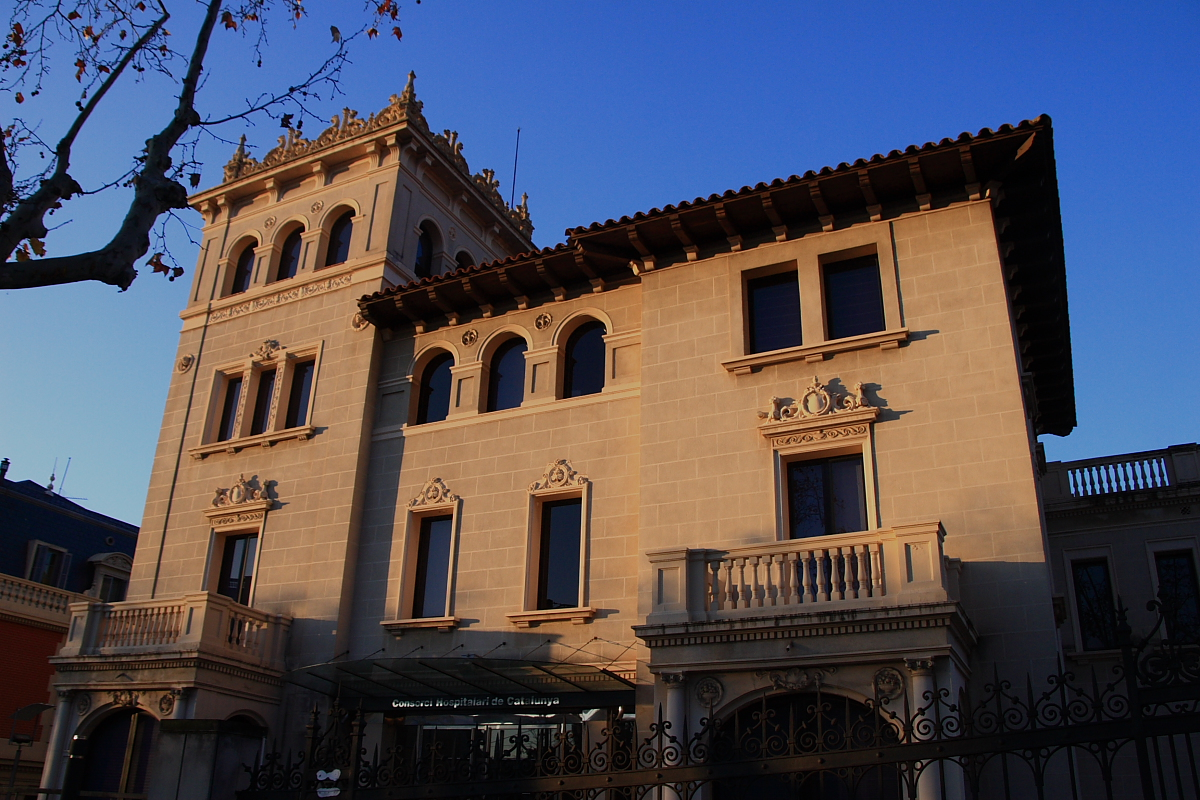
Seu del CSC a la Casa Salvador Andreu, a l'Avinguda Tibidabo, 21.

El Consorci de Salut i Social de Catalunya (CSC), anteriorment conegut com a Consorci Hospitalari de Catalunya, és una entitat pública de caràcter local i base associativa, fundada el 1983, que té el seu origen en el moviment municipalista.
El CSC, referència al sector sanitari i social, exerceix la representació i defensa del prop d'un centenar d'associats i 45.000 professionals que en formen part, als quals presta un marc de protecció, de reforçament i desenvolupament de les seves funcions en relació als serveis socials i de salut. Amb una clara vocació pública, el CSC presta serveis d'alt valor afegit als seus associats i col·labora en la definició del model, adaptant-se a les noves situacions dels centres sanitaris i d'atenció social i del món municipal.
Tots els associats al CSC són entitats públiques i/o privades sense ànim de lucre.
El CSC va néixer l'any 1980 i es va constituir formalment el 1983 amb el nom de Consorci Hospitalari de Catalunya (CHC). Els socis fundadors del Consorci van ser deu ajuntaments i nou hospitals municipals. L'entorn en què es va crear i opera el Consorci és el de l'associacionisme municipalista.
- President: Josep Mayoral i Antigas.
- Director General: José Augusto García Navarro.

El CSC representa els seus associats i els presta una sèrie de serveis de suport a la gestió. L'instrument per excel·lència de defensa dels interessos dels associats és la patronal CAPSS (Consorci Associació Patronal Sanitària i Social) que es va crear el 1995. A través de la seva patronal, el CSC participa en tots els àmbits sectorials de negociació en què tenen presència els seus associats.
Els serveis que presta el Consorci inclouen des de la formació continuada per als treballadors del sector (a través de l'empresa UCf a recursos de caràcter tècnic (Laboratori de referència de Catalunya) o al servei de contractactions que ofereix el Servei Agregat de Contractacions Administratives (SACAC), que facilita l'aplicació de la Llei de Contractes del Sector Públic en la contractació de subministraments, serveis, equipaments, inversions i obres.
El CSC ha tingut una forta influència en la definició i el desplegament del model de salut de Catalunya i la seva difusió a l'exterior. El coneixement sobre el model i la seva evolució es canalitza a través de la Consultoria Internacional (CSC-CiG) i del Servei d'Estudis i Prospectives en Polítiques de Salut (SEPPS), que des del 2009, està reconegut per la Generalitat de Catalunya com a grup de recerca emergent, amb el nom de "Grup de Recerca en Polítiques de Salut i Serveis Sanitaris".
El 2008 va rebre la Creu de Sant Jordi.